# Amanda Kotaja
Amanda Kotaja, née le 3 janvier 1995 à Huittinen, est une athlète handisport finlandaise concourant en T54 pour les athlètes en fauteuil roulant. Elle détient trois titres européens (2012, 2014, 2018) et trois titres mondiaux (2015, 2017, 2019).

## Carrière
Pour ses premiers championnats internationaux, les Mondiaux 2013, Kotaja termine deux fois à la seconde place — sur le 100 m et le 200 m T54 — derrière l'Américaine Tatyana McFadden. L'année suivante aux Championnats d'Europe 2014, elle rafle l'or sur le 100m T54.
Amanda Kotaja remporte son premier titre mondial en 2015 à Doha sur le 200 m T54.
Aux Jeux de 2020, elle remporte sa première médaille paralympique avec l'argent sur le 100 m T54 en 15 s 93 juste derrière la Chinoise Zhou Zhaoqian en 15 s 90. Elle avait terminé 4e à Londres en 2012 et 6e à Rio en 2016. Quelques semaines avant sa médaille, elle subit une opération de la vésicule biliaire et doit déclarer forfait pour les championnats d'Europe.

## Palmarès

### Jeux paralympiques
- Jeux paralympiques d'été de 2012 à Londres :
  - 6e 400 m T54
  - 4e 100 m T54
- Jeux paralympiques d'été de 2016 à Rio de Janeiro :
  - 6e 100 m T54

- Jeux paralympiques d'été de 2020 à Tokyo :
  -  100 m T54
  - 9e 400 m T54

### Championnats du monde
- Championnats du monde 2013 à Lyon :
  -  100 m T54
  -  200 m T54
  - 5e 400 m T54
- Championnats du monde 2015 à Doha :
  -  200 m T54
  -  100 m T54
  - 8e 400 m T54
- Championnats du monde 2017 à Londres :
  -  100 m T54
- Championnats du monde 2019 à Dubaï :
  -  100 m T54
  - 7e 400 m T54